# User Account Control

Finestra di autorizzazione dello UAC

Lo User Account Control (UAC - Controllo Account Utente) è un modulo software di protezione introdotto da Microsoft a partire da Windows Vista, che gestisce i permessi dei singoli utenti del computer in modo da impedire ai non autorizzati l'esecuzione di software dannoso o il danneggiamento di dati o di componenti del sistema. Uno dei principali difetti delle precedenti versioni dei sistemi Windows era, infatti, legato alla sicurezza e al problema della esecuzione di molti processi e applicazioni in modalità "amministratore di sistema".

## Funzionamento
Gli utenti normali del computer, una volta effettuato l'accesso, dispongono di privilegi amministrativi minimi e non possono apportare modifiche sostanziali al sistema. Gli account amministratore, invece, ricevono due tipologie di permessi: la prima con restrizioni simili a quelle degli utenti limitati, la seconda con privilegi amministrativi. Quando viene eseguita un'operazione o un'applicazione che richiede privilegi amministrativi, compare una finestra richiedente la conferma dell'operazione da parte dell'utente, che può autorizzare o negare il completamento dell'operazione.

Operazioni che necessitano di autorizzazione

Le operazioni e le applicazioni che necessitano di un'autorizzazione dell'utente vengono segnalate da un piccolo scudo a lato della scritta o dell'icona. La finestra di notifica appare in quello che viene definito Secure Desktop (Desktop sicuro), in cui solo la finestra dello UAC è evidenziata e il resto dello schermo è oscurato. In questa modalità non è possibile l'interazione con le altre applicazioni, al fine di evitare attacchi di spoofing o shatter attack.
Molte critiche si sono levate circa il numero eccessivo di segnalazioni, ovvero di richieste di intervento da parte dell'utente, che rendono tale soluzione poco pratica: diversamente da altri sistemi operativi, le scelte operate non vengono memorizzate e questo implica che continuamente l'utente viene bersagliato dalle richieste di conferma, che alla fine perdono significato.

## Configurazione
Nelle versioni Enterprise, Business e Ultimate di Windows Vista, il comportamento di UAC può essere modificato tramite il pannello Criteri di gruppo, dove è possibile attivare o disattivare la notifica per specifiche operazioni.
Nelle altre versioni di Vista, UAC può essere disabilitato completamente dal Pannello di controllo.